# Maleconazo
Maleconazo es el nombre que recibieron una serie de manifestaciones antigubernamentales ocurridas en Cuba el 5 de agosto de 1994, consideradas una de las más prominentes desde el inicio de la Revolución cubana, en la que miles de cubanos salieron a las calles alrededor del Malecón de La Habana para exigir libertad y expresar su frustración con el gobierno. Tras el colapso de la Unión Soviética a principios de la década de 1990, Cuba cayó en una crisis económica paralizante que hizo que muchos ciudadanos buscaran huir de la isla. Los incidentes se originaron tras la intercepción por parte de las autoridades cubanas de cuatro embarcaciones que navegaban hacia la costa de Estados Unidos sin autorización.
El día del levantamiento después de que la policía cubana impidiera que la gente subiera a los remolcadores que salían de La Habana, miles de ciudadanos salieron a tomar las calles en la manifestación antigubernamental más grande que Cuba había visto desde la Revolución Cubana. Miles de personas se congregaron en el Malecón de La Habana, enfrentándose con palos y piedras a la policía, saqueando comercios y rompiendo escaparates, a la vez que lanzaban consignas contra el entonces presidente Fidel Castro y el sistema socialista, en el poder desde 1959.
Los disturbios se prolongaron durante varias horas y se extendieron hacia los barrios céntricos de la capital, como La Habana Vieja, que estaban repletos de turistas. La acción de la policía, que detuvo alrededor de 100 personas, logró restituir el orden durante la tarde. No se registraron víctimas mortales, aunque sí varios heridos, la mayoría con contusiones leves. Por la noche se produjo una contramanifestación en apoyo al gobierno, en la que participaron civiles armados con palos y tubos de metal.
El día 6 de agosto, Fidel Castro se trasladó hasta la zona de los disturbios y pronunció un discurso donde llamó a la gente a «ganar la calle» y «derrotar a los apátridas». A su vez, acusó a los Estados Unidos de intentar «provocar un baño de sangre». Los disturbios saldaron al menos 3 muertos y más de un centenar de heridos.
En las semanas siguientes, el presidente Fidel Castro sofocó la frustración al abrir las puertas del país y permitir que los cubanos se fueran, lo que resultó tener un impacto significativo en el avance de la relación de Cuba con los Estados Unidos.

## Antecedentes
La Unión Soviética fue el principal aliado de Cuba desde 1961, proporcionando a la isla importantes subsidios, apoyo militar y recursos. A lo largo de este tiempo, el bloque soviético había sido el principal socio comercial de Cuba, sirviendo como una red de seguridad que garantizaba la seguridad económica y las necesidades básicas de los ciudadanos. La Unión Soviética incluso vendió petróleo a Cuba a precios reducidos y les permitió reexportar todo lo que no usaron con fines de lucro. Esto por sí solo representó el 40% de los ingresos de Cuba durante la década de 1980. Como resultado de todo este apoyo, la economía cubana se volvió dependiente de la relación del país con la Unión Soviética.

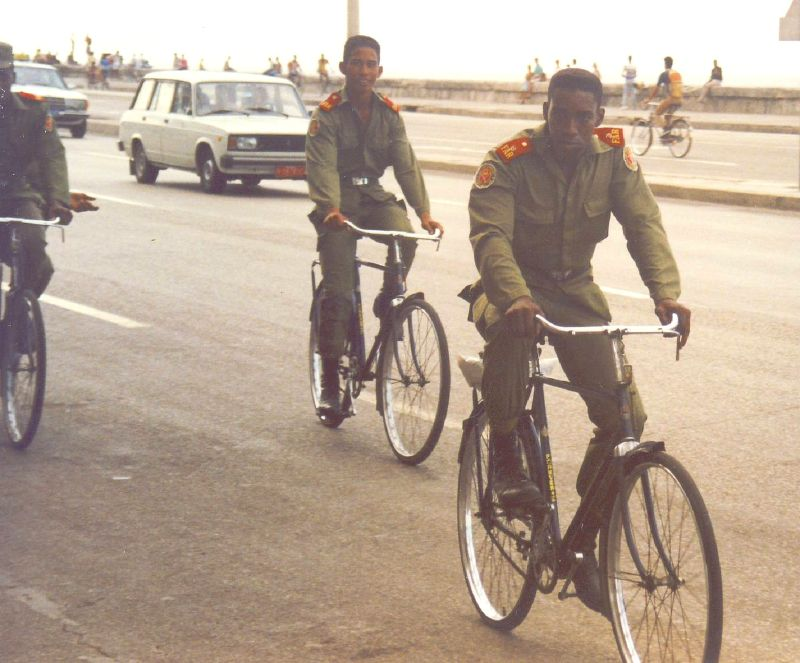
Militares cubanos en movimiento.

Por lo tanto, tras el colapso de la Unión Soviética en 1991, la economía cubana se derrumbó. El país perdió rápidamente alrededor del 80% de su comercio y su principal proveedor de alimentos y combustible. Las industrias que dependían de las importaciones de petróleo, como el transporte y la agricultura, quedaron paralizadas. Además de todo esto, EE. UU. pronto endurecería su embargo comercial contra Cuba con las leyes Torricelli y Helms-Burton.
Fidel Castro acuñó este tiempo de crisis como un «Período Especial en Tiempo de Paz» y respondió implementando esquemas de racionamiento y ajustando las políticas económicas. El consumo de alimentos en toda la ciudad se redujo a alrededor de una quinta parte de su nivel anterior, lo que resultó en una marcada disminución de la ingesta calórica entre los ciudadanos cubanos. La dictadura también limitó los servicios públicos a unas pocas horas todos los días. En ocasiones, hubo apagones generalizados que duraron hasta veinte horas. En un intento por reactivar la economía, el gobierno aumentó la producción de divisas, se reincorporó a las redes comerciales internacionales y abrió el mercado al trabajo por cuenta propia y las pequeñas empresas. Durante estas transiciones, el país continuó experimentando escasez de alimentos, medicinas, transporte y bienes de consumo estándar. Para 1994, había una frustración generalizada por los bajos niveles de vida y muchos cubanos buscaban irse de la isla.
El 13 de julio de 1994, 70 cubanos secuestraron el remolcador 13 de marzo, poco después de salir de la costa de Cuba, el barco se hundió y las embarcaciones gubernamentales brindaron una asistencia muy limitada, lo que provocó que 41 pasajeros se ahogaran. Los sobrevivientes afirmaron que el bote fue hundido deliberadamente por la guardia costera, sin embargo, el gobierno lo negó rotundamente. Independientemente, el evento generó una desconfianza generalizada en la policía y provocó aún más intentos de fuga.

## Levantamiento

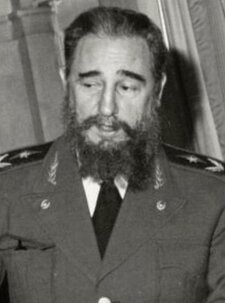
Fidel Castro, presidente de Cuba en la época de las protestas, quien ordenó la represión de las mismas.

El 5 de agosto de 1994, estallaron las protestas en el Malecón habanero, cuando miles de cubanos salieron a las calles exigiendo la libertad y el derrocamiento de Fidel Castro. Estas protestas fueron provocadas por algunos factores diferentes. Los cubanos estaban frustrados con las dificultades económicas en curso y las malas condiciones de vida, por lo que muchos buscaron huir de la isla abordando remolcadores y balsas improvisadas con destino a los EE. UU.
Luego, el 5 de agosto, las autoridades cubanas descubrieron un paso ilegal en barco que muchos ciudadanos estaban utilizando para llegar a los Estados Unidos. En respuesta, formaron un bloqueo alrededor del Malecón, impidiendo que nadie saliera de la isla. Sin otro lugar a donde ir, los cubanos pronto tomaron las calles para protestar y expresar su frustración reprimida. Las protestas rápidamente se convirtieron en disturbios cuando ciudadanos enojados rompieron ventanas y saquearon tiendas. Ellos corearon "¡Libertad!" y "¡Abajo los Castro!" Fue el mayor desafío público al gobierno y la crítica más abierta a Castro desde que llegó al poder.

### Respuesta policial
El ministro de Defensa, Raúl Castro, propuso sofocar los disturbios con la ayuda de unidades del ejército. Fidel Castro prefería otra cosa. Los manifestantes fueron confrontados rápidamente por policías locales armados, agentes de seguridad del estado y paramilitares. Varios videos y testimonios muestran a estas autoridades disparando y golpeando a los manifestantes por sus acciones contrarrevolucionarias. En ciertos lugares llegaron camiones militares con tropas especiales para patrullar las calles.
El caos comenzó a amainar en la tarde cuando Fidel Castro llegó para hablar al pueblo cubano. En ese momento, se habían registrado alrededor de 370 arrestos. Por la noche, una contramanifestación oficialista armada con palos de metal tomó el Malecón habanero. Al menos 3 personas murieron durante las manifestaciones y más de un centenar quedaron heridas 11 de los cuales eran policías.

## Consecuencias
34 manifestantes fueron juzgados y condenados durante juicios sumarios, los acusados fueron defendidos por un abogado designado por el régimen cubano. Fidel Castro culpó de las protestas a los Estados Unidos, haciendo referencia al embargo comercial y los intentos de “provocar” el desorden y los intentos de emigración ilegal. 

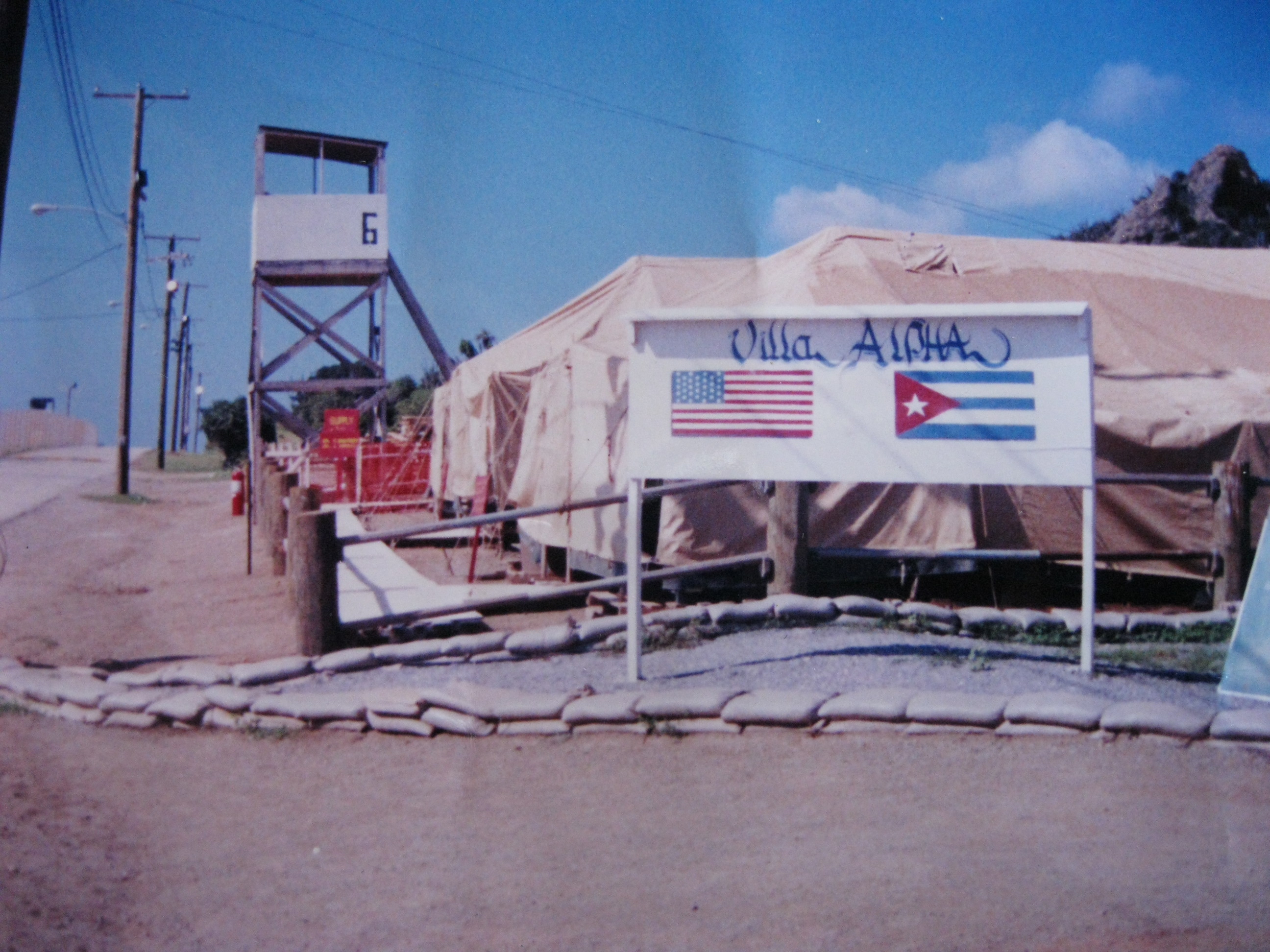
Vivienda para refugiados cubanos en la Bahía de Guantánamo.

Una semana después, Castro brindó más alivio al ordenar a la guardia costera que permitiera una vez más a los ciudadanos salir de la isla. En los meses siguientes, más de 30.000 refugiados cubanos huyeron en balsas y remolcadores en un evento conocido como la Crisis de los balseros cubanos de 1994.
Estos refugiados fueron recibidos inicialmente en los Estados Unidos debido a la Ley de Ajuste Cubano, que les dio un camino a la residencia legal. Sin embargo, el volumen de inmigrantes era inmanejable en el sur de la Florida, lo que obligó al presidente estadounidense, Bill Clinton, a promulgar la política de pies secos, pies mojados. Esto permitió a los Estados Unidos rechazar a los inmigrantes cubanos que fueron detenidos en el mar (pies mojados), al tiempo que aceptaba a los que llegaron a la costa (pies secos). Fidel Castro vino a apoyar el éxodo, viendo a los que se fueron como contrarrevolucionarios. Tal apoyo generó rumores de que Cuba estaba enviando "indeseables", alimentando sentimientos antiinmigrantes en los EE.UU.
Después de la manifestación del 5 de agosto de 1994, los Comités de Defensa de la Revolución deben dotarse de una “Brigada de Respuesta Rápida” para oponerse inmediatamente a cualquier manifestación espontánea de oposición al poder, similares a la Milicia Voluntaria para la Seguridad Nacional de Benito Mussolini. El 5 de agosto es celebrado por la diáspora cubana en varios países del mundo como el Día de la Resistencia.